# Jacek Cydzik
Jacek Cydzik (ur. 7 stycznia 1920 w Warszawie, zm. 2 listopada 2009 tamże) – polski architekt, konserwator zabytków, podporucznik Armii Krajowej i Polskich Sił Zbrojnych.

## Życiorys
Syn Marcina i Wandy. W młodości należał do harcerstwa, we wrześniu 1939 brał udział w obronie Warszawy. Po kapitulacji miasta włączył się w działalność konspiracyjną przyjął pseudonim „Ran”, był współtwórcą pułku Baszta. Po wybuchu powstania warszawskiego został mianowany dowódcą II plutonu kompanii K-1 batalionu Karpaty, po nieudanym ataku na tereny wyścigów konnych na Służewcu jego pluton wycofał się do Lasów Chojnowskich. Po przegrupowaniu 18 sierpnia 1944 nastąpił powrót na Mokotów i walki na Sielcach o klasztor Nazaretanek, Stację Pomp przy ul. Czerniakowskiej i miasto-ogród Sadyba, gdzie został ranny. Po upadku walk powstańczych został pojmany i wysłany transportem do Stalagu X B w Sandbostel, a następnie do Lubeki. Po wyzwoleniu obozu przedostał się do Polskich Sił Zbrojnych i walczył u boku gen. Stanisława Maczka.
W 1945 powrócił do kraju, ukończył studia na Wydziale Architektury Politechniki Warszawskiej. Podczas studiów pracował w Biurze Odbudowy Stolicy, w zespole nadzorującym odbudowę Starego i Nowego Miasta, a następnie zespołów pałacowych w Łazienek i Wilanowa.
Od 1959 pełnił funkcję głównego projektanta Państwowego Przedsiębiorstwa Pracownie Konserwacji Zabytków. Był współautorem projektów prac konserwatorskich zespołów pałacowych w Arkadii, Nieborowie, Radziejowicach oraz zespołów miejskich Gdańska, Wrocławia i Paczkowa. Od 1971 kierował Komisją Architektoniczno-Konserwatorską powołaną przez Jana Zachwatowicza w związku z odbudową Zamku Królewskiego w Warszawie. Równolegle opracował koncepcję zagospodarowania ówczesnego Placu Zwycięstwa (ob. Plac marsz. Józefa Piłsudskiego) i prac związanych z ewentualną odbudową Pałacu Saskiego. W tym czasie otrzymał nominację na zastępcę Generalnego Konserwatora Zabytków. Gdy w 1974 Jerzy Waldorff powołał do życia Społeczny Komitet Opieki na rzecz Ochrony Starych Powązek Jacek Cydzik został członkiem tej organizacji. Był jednym z inicjatorów uporządkowania kwater powstańczych na Cmentarzu Wojskowym. Na początku lat 80. XX wieku został wicedyrektorem Fundacji Ochrony Zabytków. W 1984 został powołany na stanowisko dyrektora tworzonego Muzeum Powstania Warszawskiego, które było wówczas oddziałem Muzeum Warszawy. Od 1985 nadzorował odbudowę mostu gotyckiego, który znajduje się na Placu Zamkowym i adaptację Arkad Kubickiego. Był jednym z inicjatorów budowy pomnika Armii Krajowej i Polskiego Państwa Podziemnego, który znajduje się w Warszawie przy ulicy Wiejskiej.
Od 1955 należał do Stowarzyszenia Architektów Rzeczypospolitej Polskiej, Stowarzyszenia Historyków Sztuki (SHS), był członkiem honorowym PKN ICOMOS. W 2000 został pierwszym laureatem Nagrody im. Jana Zachwatowicza.
Za zasługi walce oraz późniejszą owocną pracę zawodową był wielokrotnie nagradzany i odznaczany. Pochowany na cmentarzu Powązkowskim w Warszawie (kwatera 319-7-2/3).

## Odznaczenia
- Krzyż Srebrny Orderu Virtuti Militari
- Krzyż Komandorski Orderu Odrodzenia Polski
- Krzyż Walecznych
- Srebrny Krzyż Zasługi z Mieczami
- Medal za Warszawę 1939–1945